# Зустріч (фільм)
«Зустріч» (рос. «Встреча») — російсько-український радянський короткометражний художній фільм 1980 року, поставлений режисером Олександром Ітигіловим за мотивами однойменного оповідання Валентина Распутіна. Картина входить до складу кіноальманаху «Молодість». Випуск 3-й. Виробництво студії «Мосфільм» за участю кіностудії ім. О. Довженка.
Картина удостоєна Головного призу МКФ короткометражних фільмів у Ліллі—80.

## Сюжет
Двоє вже немолодих людей — він і вона — несподівано зустрічаються після довгих років розлуки. За їхніми плечима — юнацька любов, війна і половина життя. Вечір зустрічі наповнений хвилюючими і гіркими спогадами. Образа, яку носив у своєму серці всі ці роки Микола, не зумівши забути і пробачити Анні її шлюб з його другом Іваном, затьмарила цю зустріч.

## Актори
- Ніна Русланова — Анна
- Станіслав Любшин — Микола
- Сергій Никоненко — епізод ( сусід по готелю)

## Знімальна група
- Сценарист: Гліб Панфілов
- Режисер-постановник: Олександр Ітигілов
- Оператор-постановник: Аркадій Першин
- Художник-постановник: Віталій Волинський
- Композитор: Володимир Губа
- Звукооператор: Олена Межибовська
- Режисер: В. Мірошниченко
- Режисер монтажу: Олександра Голдабенко
- Художник по гриму: Галина Тишлек
- Костюми: Л. Чермних
- Редактор: В. Малигін
- Директори картини: Е. Русаков, Ю. Агасьян